# Cantón de Gimont
El cantón de Gimont era una división administrativa francesa, que estaba situada en el departamento de Gers y la región de Mediodía-Pirineos.

## Composición
El cantón estaba formado por catorce comunas:
- Ansan
- Aubiet
- Blanquefort
- Escornebœuf
- Gimont
- Juilles
- L'Isle-Arné
- Lussan
- Marsan
- Maurens
- Montiron
- Saint-Caprais
- Sainte-Marie
- Saint-Sauvy

## Supresión del cantón de Gimont
En aplicación del Decreto nº 2014-254 de 26 de febrero de 2014, el cantón de Gimont fue suprimido el 22 de marzo de 2015 y sus 14 comunas pasaron a formar parte; diez del nuevo cantón de Auch-2 y cuatro del nuevo cantón de Gimone-Arrats.